# Pāvels Surņins
Pāvels Surņins (* 4. August 1985 in Liepāja) ist ein lettischer Fußballspieler. Der Abwehrspieler spielte seit seiner Kindheit bis zum Karriereende im Trikot von Liepājas Metalurgs.

## Karriere
Pāvels Surņins wurde in Liepāja geboren einer Hafenstadt an der Ostsee, die bei seiner Geburt zur Lettischen SSR einer Teilrepublik der Sowjetunion gehörte. Bereits im Kindlichen Alter trat er dem dortigen Liepājas Metalurgs bei wo er bis heute spielt. Bei Metalurgs debütierte Surņins im Alter von 20 in der höchsten lettischen Spielklasse der Virslīga, dort kam er in seiner ersten Profisaison auf sieben Einsätze. In der Saison erreichte er auch das Finale im lettischen Pokal verlor dieses allerdings gegen den FK Ventspils mit 1:2 nach Verlängerung. Im Jahr darauf kam er wieder ins Finale um den Latvijas Kauss und gewann dieses mit 2:1 nach Verlängerung. Dabei stand der Abwehrspieler die gesamten 120 Minuten auf dem Spielfeld.
Im Jahr 2007 gewann Surņins mit Metalurgs die Baltic League im Finale gegen den FK Ventspils, an dem er aus dem Pokalfinalspiel 2005 keine guten erinnerungen hatte. Im Hinspiel im Stadion von Ventspils dem Olimpiskais Stadions saß er zu Beginn nur auf der Ersatzbank, bevor er in der 72. Spielminute beim Stand von 2:0 aus Sicht von seinem Team eingewechselt wurde, für Andrejs Rubins, am Ende stand es 3:1. Das Rückspiel war sehr Einseitig der Ostseeklub gewann dieses mit 5:1, Surņins kam in der 71. Minute für Dzintars Zirnis ins Spiel.
In seiner fünften Spielzeit 2009 konnte er den ersten Treffer überhaupt in der Liga erzielen. Im Auswärtsspiel am 3. Spieltag beim FC Tranzit traf er zum 1:0-Siegtreffer. In dieser Saison konnte er zwei weitere Treffer markieren, am 8. Spieltag gegen FK Ventspils sowie gegen den FK Jūrmala-VV am 22. Spieltag.
Bis zu seinem Karriereende 2012 erzielte der Verteidiger in 136 Ligaspielen fünf Tore.

## Erfolge
- Baltic League: 2007
- Lettischer Pokalsieger: 2006